# NGC 3868
NGC 3868 é uma galáxia espiral (S) localizada na direcção da constelação de Leo. Possui uma declinação de +19° 26' 41" e uma ascensão recta de 11 horas, 45 minutos e 30,0 segundos.
A galáxia NGC 3868 foi descoberta em 23 de Março de 1884 por Édouard Jean-Marie Stephan.